# El principio
El principio és una pel·lícula mexicana de drama del director mexicà Gonzalo Martínez Ortega estrenada en 1973. Va obtenir el Premi Ariel a Millor Pel·lícula en 1974.

## Sinopsi
David és fill d'un polític mexicà i decideix tornar d'Europa, on va fer estudis en pintura, just durant la Revolució Mexicana i quan les forces de Pancho Villa han pres el seu poble natal. Això porta a David a reflexionar i tenir records, després de la qual cosa decideix unir-se al costat del seu majordom a la Revolució.

## Repartiment
- Fernando Balzaretti - David Domínguez
- Lucha Villa - María del Rayo "La coquema"
- Narciso Busquets - Ernesto Domínguez
- Andrés García - Luciano "Chano" Muñoz
- Patricia Aspíllaga - Claudia Guadalajara
- Sergio Bustamante - Francisco Domínguez
- Lina Montes - Doña Cuca Domínguez
- Alejandro Parodi - Leobardo López
- Evangelina Martínez - Petrita Cordero
- Eduardo López Rojas - Jesús José Licona
- Bruno Rey - Gral. Cardiel
- Adolfo Torres Portillo - Don Pancho Domínguez

## Premis i reconeixements
Premi Ariel (1974)
| Categoria                   | Persona                 | Resultat   |
| --------------------------- | ----------------------- | ---------- |
| Millor Pel·lícula           | Millor Pel·lícula       | Guanyadora |
| Millor Director             | Gonzalo Martínez Ortega | Guanyador  |
| Millor Actriu               | Lucha Villa             | Nominada   |
| Millor Coactuació Masculina | Sergio Bustamante       | Guanyador  |
| Millor Coactuació Masculina | Andrés García           | Nominat    |
| Millor Coactuació Masculina | Alejandro Parodi        | Nominat    |
| Millor Coactuació Femenina  | Lina Montes             | Guanyadora |
| Millor Guió Cinematogràfic  | Gonzalo Martínez Ortega | Nominat    |
| Millor Argument Original    | Gonzalo Martínez Ortega | Guanyador  |
| Millor Edició               | Carlos Savage           | Guanyador  |
| Millor Música               | Rubén Fuentes           | Guanyador  |